# Mario Luzi
Mario Luzi, italijanski pesnik, pedagog in politik, * 20. oktober 1914, † 28. februar 2005.
Luzi je bil predavatelj na Univerzi v Firencah. Oktobra 2004 ga je takratni predsednik Italijanske republike Carlo Ciampi imenoval za dosmrtnega senatorja.